# Brachygnatha
Brachygnatha este un gen de molii din familia brahmeidelor. Conține o singură specie, Brachygnatha diastemata, care poate fi întâlnită în China (Shaanxi). 